# Мааньшань
Мааньша́нь (кит. упр. 马鞍山, пиньинь Mǎ'ānshān) — городской округ в провинции Аньхой КНР.

## История
В 1954 году на территории уезда Данту был основан посёлок Мааньшань (马鞍山镇). В 1955 году был образован Мааньшаньский горнодобывающий район (马鞍山矿区), подчинённый властям Специального района Уху (芜湖专区). 12 октября 1956 года из посёлка Цайши и Мааньшаньского горнодобывающего района был образован город Мааньшань, напрямую подчинённый властям провинции Аньхой. В 1958 году город Мааньшань был включён в состав Специального района Уху, но в 1961 году опять стал городом провинциального подчинения.
В 1963 году в составе Мааньшаня был образован Пригородный район (郊区). В феврале 1969 года был образован район Мааньшань (马鞍山区). В сентябре 1975 года район Мааньшань был разделён на четыре района: Сысинь (四新区), Хуашань, Юйшань и Сяншань (向山区). В октябре 1979 года был расформирован Пригородный район, а район Сысинь был переименован в Цзиньцзячжуан (金家庄区).
В июле 1983 года уезд Данту был передан из состава округа Сюаньчэн под юрисдикцию властей Мааньшаня.
В 2001 году район Сяншань был расформирован, а его территория — разделена между тремя остальными районами.
В 2011 году был расформирован городской округ Чаоху, и ранее входившие в его состав уезды Ханьшань и Хэсянь перешли под юрисдикцию властей Мааньшаня.
В 2012 году район Цзиньцзячжуан был присоединён к району Хуашань, а из части территории уезда Данту был образован район Бован.

## Административно-территориальное деление
Городской округ Мааньшань делится на 3 района, 3 уезда:
| Карта                                      | Карта    | Карта     | Карта        | Карта            | Карта         |
| ------------------------------------------ | -------- | --------- | ------------ | ---------------- | ------------- |
| Хуашань Юйшань Бован Данту Ханьшань Хэсянь |          |           |              |                  |               |
| Статус                                     | Название | Иероглифы | Пиньинь      | Население (2010) | Площадь (км²) |
| Район                                      | Хуашань  | 花山区    | Huāshān qū   |                  |               |
| Район                                      | Юйшань   | 雨山区    | Yǔshān qū    |                  |               |
| Район                                      | Бован    | 博望区    | Bówàng qū    |                  |               |
| Уезд                                       | Данту    | 当涂县    | Dāngtú xiàn  |                  |               |
| Уезд                                       | Ханьшань | 含山县    | Hánshān xiàn |                  |               |
| Уезд                                       | Хэсянь   | 和县      | Hé xiàn      |                  |               |

## Экономика

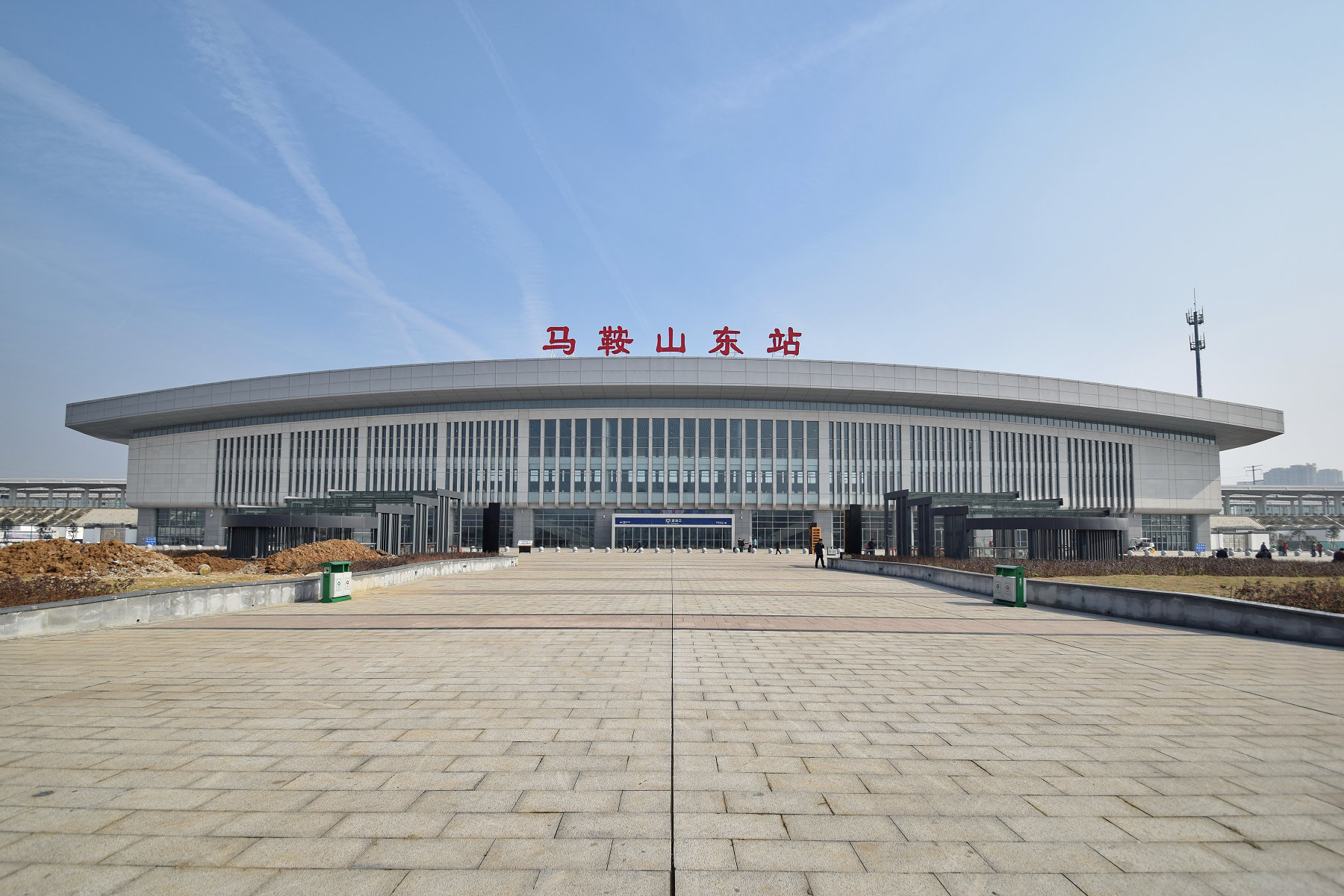
Восточный вокзал Мааньшаня

В округе расположены металлургический комбинат компании Magang Group (подразделение China Baowu Steel Group), завод переработки железнодорожного лома компании China Railway Materials Group, аккумуляторный завод SVOLT.
В Зоне экономического развития Данту активно развиваются новые технологии — робототехника и «умное» промышленное оборудование.

## Транспорт
Ведётся строительство железной дороги Чаоху — Мааньшань, которая пересекает Янцзы по новому железнодорожно-автомобильному мосту.

## Культура
В округе Мааньшань расположена могила Ли Бо — известного китайского поэта эпохи династии Тан.